# 斡朵里部
斡朵里部是明代建州女真的重要组成部分，源于元朝五万户府中的斡朵怜万户府。是清朝皇族爱新觉罗氏的先祖。
元朝末期，元朝在松花江下游地区所设置的五个万户府中，仅剩下胡里改部、斡朵里、桃温部三个万户府。
最初，斡朵里部居住在牡丹江流域，（当时称胡里改江），元末明初, 由于自然条件的影响，加之受“野人女真”的袭击，胡里改部和斡朵里部相继南迁。 南迁后长期居住在今图们江中下游到朝鲜半岛咸鏡北道会宁市、茂山郡一带。
明朝永樂十年左右，明朝與李氏朝鮮之間的女真酋長猛哥帖木兒（清肇祖）所部從建州衛中析出，另置建州左衛，以猛哥帖木兒為建州左衛指揮使。
永樂四年（1406年），在女真胡里改部酋長阿哈出的推薦下，明朝政府授女真斡朵里部酋長猛哥帖木兒為建州衛都指揮使（被朝鮮稱建州衛斡朵裡），因而引起朝鮮的不滿。永樂九年（1411年），“猛哥貼木兒嘗侵慶源，畏其見伐，徙於鳳州。”“永樂十四年（1416年），明朝政府正式設建州左衛於鳳州，委任猛哥帖木兒專管建州左衛事宜。永樂二十二年（1424年），與建州衛遷往婆豬江的同時，猛哥貼木兒率部眾遷回今朝鮮境內阿木河舊居地。宣德八年（1433年），楊木答兀勾引嫌真兀狄哈首領弗答哈,葛多介前來襲擊城寨，殺死猛哥帖木兒和長子阿古等人。明英宗正统五年（1440年），凡察和猛哥帖木儿的次子查山(清人谓之充善，董山)“畏兀狄哈掳掠，又乏资财，将至饿死”，只好率领余部从朝鲜会宁西迁辽东。同行的300余户，另有百余户留居当地。途中克服种种困难，最后迁至浑河上游的苏子河，与先期迁到当地的胡里改部重新会聚到一起，阿古妻带遗腹子嫁于建州卫胡里改部酋长李满住。防御外来侵扰的共同需要促使建州卫与建州左卫的部落再度走向联合，使满洲祖先血缘部落间的传统关系又有了新发展。而充善（董山）即为努尔哈赤的祖先，努尔哈赤母額穆齊为凡察的后代。

## 历史渊源
斡朵里部人童清礼(1496年曾任朝鲜使者)自称“大金乃我远祖”。朝鲜官员也认为“斡朵里乃大金支裔”，并記載于朝鮮王朝實錄中。明人也说他们是“金之余裔”。努尔哈赤建立后金政权后，也公开认為自己是金之后。但其子皇太極認為女真為“諸申”，帶有貶義，因此改族名为满洲。

### 文献
- 《朝鮮王朝實錄》
- 《清史稿》